# Omicidio di Giordana Di Stefano
L'omicidio di Giordana Di Stefano è un caso di cronaca nera avvenuto il 7 ottobre 2015 a Nicolosi, in provincia di Catania. Giordana Di Stefano, una giovane madre di 20 anni, è stata uccisa dall'ex fidanzato Antonio Luca Priolo. La vicenda ha attirato l'attenzione dei media e ha suscitato un dibattito pubblico sul tema della violenza sulle donne.

## Cronologia degli eventi
Giordana Di Stefano nacque a Catania il 6 maggio 1995, figlia di Vera Squatrito e Maurizio Di Stefano, e sorella minore di Erika. Cresciuta a Nicolosi, Giordana sviluppò un interesse per la danza fin da piccola, praticando il flamenco sin dall'età di 13 anni. Oltre alla danza, Giordana nutriva interesse per l'educazione e scelse di intraprendere gli studi di Scienze umane. Nel 2010, Giordana incontrò Antonio Luca Priolo, quattro anni più grande, con cui iniziò una relazione. Dopo alcuni mesi, Giordana scoprì di essere incinta e decise di portare avanti la gravidanza, sostenuta dalla sua famiglia. 
Tuttavia, la relazione divenne segnata da episodi di violenza psicologica e verbale da parte di Priolo. Nel 2011, Giordana diede alla luce una bambina, ma la situazione di violenza non migliorò. Nel 2013, Giordana decise di interrompere la relazione, ma continuò a subire molestie da Priolo, tanto che denunciò l'ex fidanzato per stalking. In un primo periodo, Priolo si allontanò da Giordana e lasciò l'Italia ma, nel 2015, Priolo fece ritorno nella vita della donna, minacciandola affinché ritirasse la denuncia per stalking. La notte tra il 6 e il 7 ottobre, Priolo aggredì Giordana, colpendola mortalmente con 48 coltellate. La vittima morì dissanguata, a pochi passi dalla propria abitazione.

## Le indagini e il processo
Dopo l'omicidio, Priolo tentò di fuggire, dirigendosi verso Milano con l'intenzione di rifugiarsi all'estero, ma venne arrestato dalle forze dell'ordine. Priolo fu successivamente processato per omicidio. Determinata a ottenere giustizia per sua figlia, Vera Squatrito, la madre di Giordana, avviò poco dopo la tragedia una petizione per chiedere una pena adeguata per l'assassino di sua figlia, che raccolse oltre 80.000 firme.
Nel novembre 2019, la Corte di Cassazione confermò la condanna a 30 anni di carcere con rito abbreviato per Priolo, con la conferma delle aggravanti di premeditazione, crudeltà e stalking.

## Impatto sociale e leggi introdotte
Il caso di Giordana Di Stefano ha avuto un impatto rilevante sulle politiche italiane in materia di violenza di genere. La tragedia ha contribuito ad aumentare la consapevolezza sociale e ha influenzato l'introduzione di normative a tutela delle vittime di femminicidio. Nel 2018, è stata promulgata la Legge 4, che prevede il supporto agli orfani di femminicidio, riconoscendo il diritto di questi orfani a un contributo economico. A tal proposito, Vera Squatrito ha dichiarato: «C’è stata una grande lotta per riconoscere gli orfani di femminicidio insieme a "Il giardino segreto" di Roma, l’associazione Io sono Giordana è stata parte integrante della legge quattro che riconosce un contributo agli orfani». Nel 2019, inoltre, è stato approvato il Codice Rosso, una legge che introduce misure urgenti per la protezione delle vittime di violenza.
Il caso di femminicidio che ha coinvolto Giordana Di Stefano ha mantenuto viva l'attenzione pubblica nel tempo. La giornalista del Tg1, Adriana Pannitteri, ha dedicato un libro alla vicenda, intitolato La forza delle donne.
Inoltre, nel 2021 la storia di Giordana è stata raccontata in una puntata del programma Amore criminale, condotto da Veronica Pivetti, che ha contribuito a sensibilizzare ulteriormente il pubblico sull'argomento della violenza di genere.

## L'associazione "Io sono Giordana"
Nel 2017, Vera Squatrito, madre della vittima, fondò l'associazione "Io sono Giordana" in memoria della figlia, con l'obiettivo di promuovere la cultura del rispetto e della sicurezza per tutte le donne. L'associazione si impegna attivamente in attività di sensibilizzazione nelle scuole, nelle istituzioni e nella società in generale, con l'intento di prevenire la violenza di genere e offrire supporto alle vittime. Tra le principali iniziative promosse, spicca la creazione del progetto "La Casa di Giordy", un centro di supporto per le donne in difficoltà. Oltre a mantenere viva la memoria della vittima, l'associazione si impegna anche a supportare donne e bambini vittime di violenza, offrendo loro assistenza e risorse concrete per il recupero, sensibilizzare il pubblico sul tema della violenza di genere e promuovere una cultura del rispetto e sicurezza per tutte le donne, con l'obiettivo di prevenire la violenza e costruire una società più giusta e inclusiva.